# Nicola Yoon

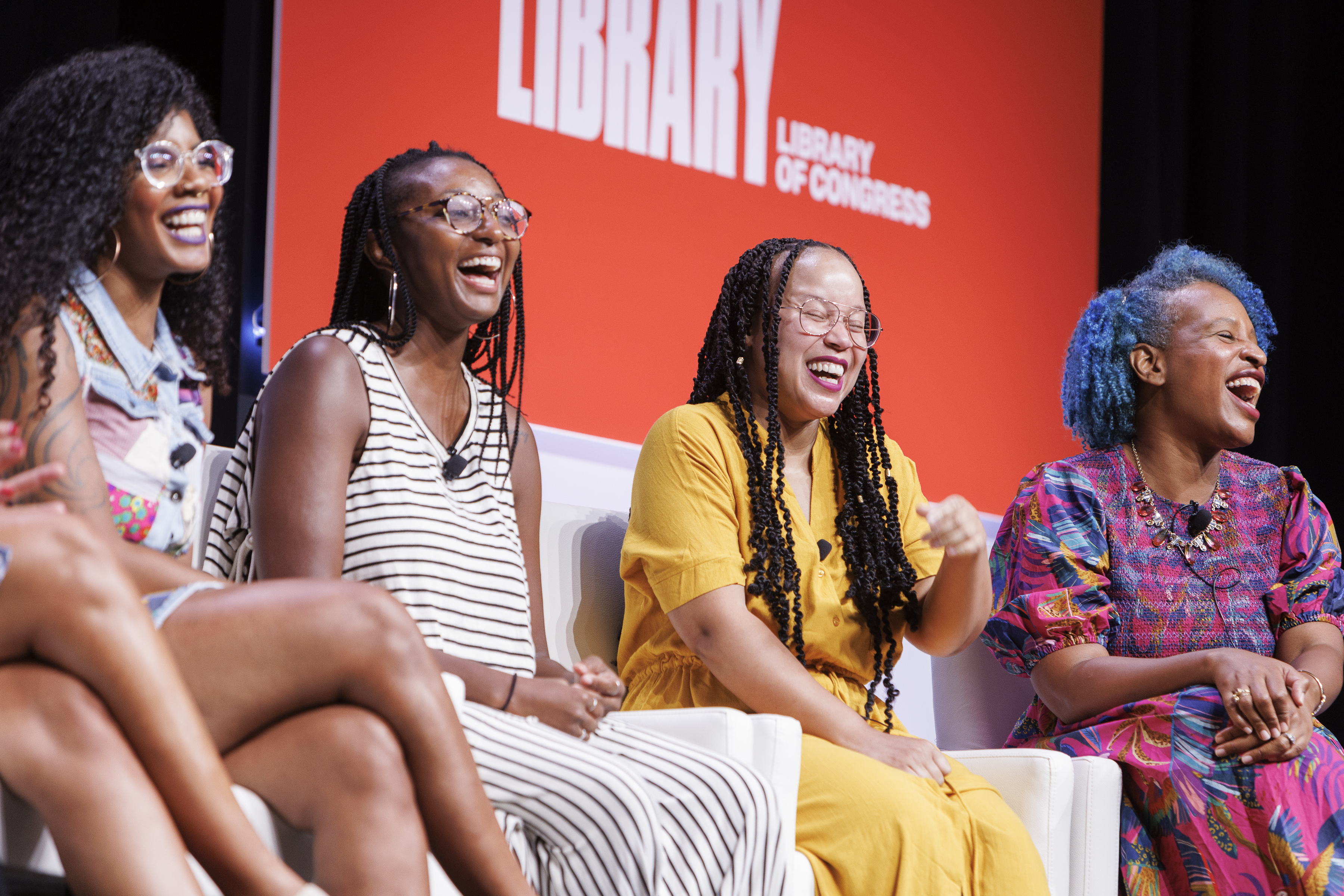
Yoon, uiterst rechts, tijdens National Book Festival 2022

Nicola Yoon /ˈnɪkələ/ (1972) is een Jamaicaans-Amerikaanse schrijfster. Ze is vooral bekend van haar young adult-roman Everything, Everything uit 2015, die in 2017 onder dezelfde titel werd verfilmd. Het boek werd in het Nederlands vertaald onder de titel: Alles wat je lief is. In 2016 bracht ze The Sun Is Also a Star uit, een roman die in 2019 werd verfilmd. Het boek werd in het Nederlands vertaald, onder de titel De zon is ook een ster.

## Biografie
Yoon groeide op in Jamaica en in Brooklyn (New York). Ze studeerde elektrotechniek aan Cornell University. Na haar afstuderen volgde ze de masteropleiding Creatief Schrijven aan Emerson College.
Yoon werkte twintig jaar lang als programmeur bij vermogensbeheerfirma’s voordat haar eerste boek werd gepubliceerd. Ze werd geïnspireerd om Everything, Everything te schrijven na de geboorte van haar biraciale dochter. Ze wilde een boek schrijven waarin haar kind zichzelf kon herkennen. Haar zorgen als kersverse moeder over het beschermen van haar baby vormden de inspiratie voor een verhaal over een 17-jarig meisje dat eenzelfde soort bescherming nodig had. Het kostte haar drie jaar om het boek te schrijven; ze schreef ’s ochtends vroeg terwijl ze fulltime werkte en haar baby opvoedde. Haar man, de Koreaans-Amerikaanse grafisch ontwerper en schrijver David Yoon, maakte de illustraties.
Everything, Everything verscheen in september 2015 en debuteerde op nummer 1 van de New York Times-bestsellerlijst voor young adult-hardcoverboeken. Het boek stond 40 weken op de bestsellerlijst. Het boek werd in 2016 genomineerd voor de Duitse Jeugdliteratuurprijs. De gelijknamige verfilming, met een scenario van J. Mills Goodloe en in de hoofdrollen Amandla Stenberg en Nick Robinson, verscheen in mei 2017.
Yoons tweede boek, The Sun Is Also a Star, werd uitgebracht in november 2016 en bereikte eveneens de eerste plaats op de New York Times-bestsellerlijst. Het boek was finalist voor de National Book Award 2016, werd opgenomen in de lijst Notable Children’s Books of 2016 van de New York Times Book Review, en stond in de top 10 boeken van 2016 van zowel Entertainment Weekly als de Los Angeles Times. The Sun Is Also a Star werd ook finalist voor de Amelia Elizabeth Walden Award en won in 2017 de John Steptoe Award for New Talent.  Het boek werd geselecteerd voor de White Ravens 2017. In december 2016 werd bekendgemaakt dat Warner Brothers en MGM de filmrechten hadden verworven. De film, geregisseerd door Ry Russo-Young en met Yara Shahidi en Charles Melton in de hoofdrollen, verscheen op 17 mei 2019.
Yoon is verbonden aan de organisatie We Need Diverse Books, die zich inzet voor meer diversiteit in de literatuur.
Ze leverde een bijdrage aan Because You Love to Hate Me, een verhalenbundel van 13 YA-auteurs in samenwerking met 13 BookTubers, die de auteurs schrijfopdrachten gaven. De bundel werd gepubliceerd in juli 2017. In 2021 tekende ze samen met David Yoon een contract met Anonymous Content.
In het voorjaar van 2023 lanceerde Yoon samen met haar man David een eigen uitgeeflabel voor young adult-romans: Joy Revolution Books. Dit imprint, onderdeel van Random House Children's Books, richt zich op romantische YA-verhalen over en door mensen van kleur.
Yoon woont in Los Angeles, Californië, samen met haar man David Yoon en hun dochter.